# Втрати 1-ї окремої мотострілецької бригади «Слов'янської»
У статті наведено подробиці поіменних втрат 1-ї мотострілецької бригади «Слов'янської»,  збройного формування 1-го армійського корпусу окупаційних військ РФ на Донбасі.

## Війна на сході України
| п/п | Прізвище, ім'я, по батькові                 | Звання, посада          | Місце смерті                   | Дата народження | Дата смерті |
| --- | ------------------------------------------- | ----------------------- | ------------------------------ | --------------- | ----------- |
| 1.  | Круталевич Денис Володимирович              | 1-ша комендантська рота | Кіровське, Донецька область    | 15.01.1984      | 05.08.2014  |
| 2.  | Плетенко Станіслав Віталійович              | батальон "Двійка"       | Кіровське, Донецька область    | 20.11.1987      | 19.08.2014  |
| 3.  | Газиєв Ельмір Ейвазович ("Грей")            |                         | поблизу м. Кіровське           | 15.01.1986      | 25.08.2014  |
| 4.  | Клобук-Романець Ігор Олександрович («Рома») |                         | поблизу м. Кіровське           | 27.02.1990      | 25.08.2014  |
| 5.  | Довгополенко Сергій Сергійович («Дог»)      |                         | поблизу м. Кіровське           | 14.01.1984      | 25.08.2014  |
| 6.  | Клобук-Романець Ігор Олександрович          | 1-ша командантська рота | поблизу м. Кіровське           | 27.02.1990      | 25.08.2014  |
| 7.  | Пент Микола Карлович                        |                         | Міжнародний аеропорт «Донецьк» | 02.04.1959      | 10.09.2014  |
| 8.  | Пузіков Сергій Сергійович ("Сіф")           |                         | Хрестівка                      | 25.11.1986      | 15.09.2014  |
| 9.  | Васильєв Олег Володимирович ("Зар")         |                         | Міжнародний аеропорт «Донецьк» | 23.04.1967      | 16.09.2014  |
| 10. | Гордєєв Олександр Сергійович                |                         | Міжнародний аеропорт «Донецьк» | 08.08.1980      | 17.09.2014  |
| 11. | Лихолай Вадим Миколайович ("Дейл")          |                         | Міжнародний аеропорт «Донецьк» | 12.06.1968      | 20.09.2014  |

## Вторгнення РФ в Україну (2022)
| п/п | Ім'я, прізвище, по батькові         | звання, посада                                                               | Місце смерті                      | Дата народження | Дата смерті |
| --- | ----------------------------------- | ---------------------------------------------------------------------------- | --------------------------------- | --------------- | ----------- |
| 1.  | Солодянкін Віталій Олександрович    | доброволець                                                                  | Маріуполь                         | 26.03.1983      | 01.03.2022  |
| 2.  | Яремчук Ігор Олександрович («Кузя») | доброволець                                                                  | Маріуполь                         | 01.05.1983      | 02.03.2022  |
| 3.  | Сафронов Геннадій («Сафарі»)        |                                                                              |                                   | 26.01.1969      | 08.03.2022  |
| 4.  | Пивнюк Миколай Володимирович        | доброволець                                                                  | поблизу м. Авдіївка               | 19.04.1978      | 14.03.2022  |
| 5.  | Колесников Володимир Романович      | механік-водій танка 1 танкового батальйону                                   | с. Василівка (Кальміуський район) | 10.06.1999      | 15.03.2022  |
| 6.  | Сілашин Сергій Володимирович        | єфрейтор, навідник гаубично-артилерійського дивізіону                        | поблизу м. Красногорівка          | 09.08.1972      | 21.03.2022  |
| 7.  | Чейпеш Євген Юрійович («Чорт»)      |                                                                              | м. Маріуполь                      | 22.11.1977      | 28.03.2022  |
| 8.  | Сирников Леонід Леонідович          | доброволець                                                                  |                                   | 05.12.1983      | 30.03.2022  |
| 9.  | Стаценко Олексій Валерійович        | полковник, заступник командира із озброєння                                  | м. Маріуполь                      | 19.02.1976      | 31.03.2022  |
| 10. | Бурянський Ігор Євгенович           | лейтенант, командир 9-ї роти                                                 | м. Рубіжне                        | 10.01.1999      | 25.05.2022  |
| 11. | Білоус Микита Едуардович            | медик 2-го розвідувального взводу МСБ                                        | поблизу м. Авдіївка               | 24.03.2000      | 08.08.2022  |
| 12. | Ряска В'ячеслав Ласлович            | єфрейтор                                                                     | Херсонська область                | 10.08.1972      | 16.09.2022  |
| 13. | Шейко Володимир Віталійович         | підполковник, командир 1-го гаубичного самохідного артилерійського дивізіону |                                   | 04.09.1976      | 15.10.2022  |
| 14. | Поліщук Григорій Олександрович      | старший лейтенант                                                            | Водяне                            | 18.02.1991      | 13.01.2023  |
| 15. | Янбих Вадим Вікторович              |                                                                              | Авдіївка                          | 07.10.1981      | 29.10.2023  |